# Petro Porošenko
Petro Oleksijovyč Porošenko (in ucraino Петро Олексійович Порошенко?; Bolhrad, 26 settembre 1965) è un imprenditore e politico ucraino, presidente dell'Ucraina dal 2014 al 2019, Ministro degli affari esteri dal 2009 al 2010 e Ministro del commercio e dello sviluppo economico nel 2012. Dal 2007 al 2012 ha diretto il Consiglio della Banca Nazionale dell'Ucraina.
Fu eletto presidente il 25 maggio 2014, venendo eletto al primo turno con il 54,7% dei voti espressi. Durante la sua presidenza, Porošenko ha guidato il paese attraverso la prima fase della crisi russo-ucraina, spingendo le forze ribelli più in profondità nella regione del Donbass. Ha iniziato il processo di integrazione con l'Unione europea firmando l'accordo di associazione Unione europea-Ucraina.
La politica interna di Poroshenko ha promosso la lingua ucraina, il nazionalismo, il capitalismo inclusivo, la decomunistizzazione e il decentramento amministrativo. Nel 2018 Porošenko ha contribuito a creare la Chiesa ortodossa autocefala ucraina, separando le chiese ucraine dal Patriarcato di Mosca. La sua presidenza è stata distillata in uno slogan di tre parole, impiegato sia dai sostenitori che dagli oppositori: "armiia, mova, vira" (ovvero: esercito, lingua, fede).
Come candidato per un secondo mandato nel 2019, Porošenko ha ottenuto il 24,5% al secondo turno, venendo sconfitto da Volodymyr Zelens'kyj. Non c'era un vero consenso nella comunità di esperti sul perché Porošenko avesse perso, con opinioni che andavano dall'opposizione all'intensificarsi del nazionalismo, all'incapacità di arginare la corruzione, all'insoddisfazione delle regioni di lingua russa trascurate con la sua presidenza, all'insoddisfazione per gli intensi conflitti di Porošenko con altri politici filo-occidentali, come Andriy Sadovyi e l'ex presidente della Georgia Mikheil Saakashvili (con quest'ultimo costretto a lasciare l'Ucraina) e l'ascesa del filo-russo Viktor Medvedčuk; Radio Free Europe/ Radio Liberty e l'attivista anti-corruzione Denys Bihus hanno accusato Porošenko e Medvedčuk di "lavorare segretamente insieme".
Porošenko è un deputato popolare della Verchovna Rada e segretario del partito Solidarietà Europea. Al di fuori del governo, Porošenko è stato un importante oligarca ucraino con una carriera redditizia nell'acquisizione e nella costruzione di beni. I suoi marchi più riconosciuti sono Roshen, l'azienda dolciaria su larga scala che gli è valsa il soprannome di "Re del Cioccolato", e, fino alla sua vendita nel novembre 2021, il canale di notizie televisive 5 kanal. È considerato un oligarca a causa della scala delle sue partecipazioni imprenditoriali nei settori manifatturiero, agricolo e finanziario, della sua influenza politica che includeva diversi periodi nel governo prima della sua presidenza e della proprietà di un influente mass-media.

## Biografia
Laureato in economia nel 1989 presso l'Università di Kiev, Petro Porošenko crea una società di commercio di semi di cacao. Nel 1990 prende il controllo di diverse società dolciarie e si unisce al gruppo Roshen, diventando il più grande produttore di dolciumi in Ucraina. Il suo successo nel settore del cioccolato gli vale il soprannome di "Re del Cioccolato".
Porošenko in seguito ha diversificato le sue attività: possiede diversi stabilimenti produttivi (automobili e autobus), il cantiere Lenins'ka Kuznja, il canale televisivo Kanal 5 e la rivista Korrespondent. Secondo la rivista Forbes sarebbe uno degli uomini più ricchi d'Ucraina: il suo patrimonio è stimato in 1,3 miliardi di dollari statunitensi.

## Politica
Eletto per la prima volta nel 1998 nella Verchovna Rada, il parlamento ucraino, si iscrisse al Partito Socialdemocratico ucraino (SPDU), fedele al presidente dell'Ucraina Leonid Kučma al tempo. Lasciò il partito per fondare un movimento di centro-sinistra chiamato Solidarietà, rivestendo anche un ruolo fondamentale nella nascita del Partito delle Regioni, fedele sempre a Kučma e alle posizioni filo-russe, ma senza portare Solidarietà a fondersi con esso.
Rotto con Kučma, dopo gli scandali di corruzione del suo governo e una politica troppo spostata verso est, decide di appoggiare la campagna di Viktor Juščenko e della sua coalizione Ucraina Nostra, gruppo di opposizione. Rieletto nel 2002 in Parlamento con Nostra Ucraina con enorme consenso, fu presidente della Commissione Bilancio, dove venne accusato anche di evasione per una somma pari a circa 9 milioni di dollari, che indebolirono molto la sua immagine e quella del suo partito. Ciononostante nel 2005, dopo un voto caratterizzato da incertezza e proteste, Viktor Juščenko fu eletto presidente dell'Ucraina.
Porošenko è stato uno dei più stretti collaboratori durante l'avvelenata campagna elettorale del presidente Juščenko, il quale è il padrino delle sue figlie. Fu il primo finanziatore della sua campagna e della rivoluzione arancione, che lo portarono alla presidenza. Pertanto appena proclamato presidente, Juščenko lo nomina segretario del Consiglio nazionale di sicurezza e difesa dell'Ucraina.
In questi anni tuttavia entrò spesso in conflitto con l'allora primo ministro dell'Ucraina Julija Tymošenko, anche lei vicinissima al presidente sulla privatizzazione delle imprese stradali. Porošenko fu accusato di aver favorito l'amico magnate ucraino Viktor Pinčuk nell'acquisto di una fabbrica di ferro per soli 70 milioni di dollari invece che 1.000 milioni. A causa degli scandali il presidente Juščenko ha dimissionato l'intero governo, compreso Tymošenko e Porošenko. Tuttavia la procura ha respinto un abuso di potere investigativo contro l'ex segretario del Consiglio di difesa, Juščenko ha rimosso ingiustificatamente Svjatoslav Piskun come procuratore generale dell'Ucraina, che ha accusato pressioni dall'alto per indagare la Tymošenko e chiudere l'indagine su Porošenko.
Nuovamente rieletto al Parlamento nel 2006, sempre con il Blocco Ucraina Nostra, diventa presidente della Commissione Finanze e Banche. Porošenko che aspirava alla carica di presidente del Parlamento ucraino fu scartato quando il Partito Socialista ucraino entrò nell'Alleanza Nazione Unità, il blocco filosovietico, con la promessa che il loro leader Oleksandr Moroz, già presidente della Rada, sarebbe stato rieletto. Tale svolta determinò anche una nuova maggioranza parlamentare che esautorò dal governo Ucraina Nostra di Porošenko e Blocco Tymošenko.
Decise quindi di non correre alle elezioni parlamentari anticipate del 2007. In compenso divenne presidente del Consiglio della Banca dell'Ucraina, di cui fu consigliere dal 2007 al 2012.

### Ministro degli esteri

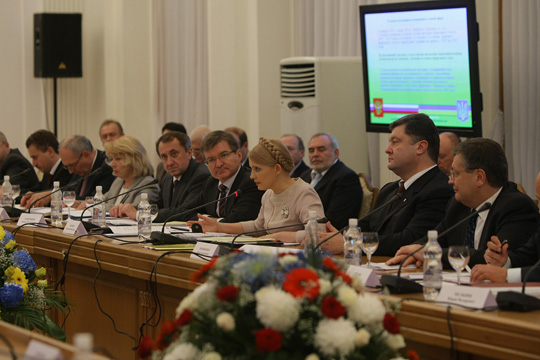
Poroshenko all'incontro della Commissione internazionale russa-ucraina nel 2009

Il 7 ottobre 2009 il presidente Juščenko lo nomina ministro degli Esteri nel secondo governo Tymošenko venendo rinominato anche membro del Consiglio nazionale di sicurezza e difesa dell'Ucraina (dove, dopo quattro anni, fu rimosso a seguito degli scandali che portarono alla fine del primo governo Tymošenko). È stato uno dei più fervidi sostenitori di una entrata dell'Ucraina nella NATO. Con la vittoria di Viktor Janukovyč alla presidenza dell'Ucraina nel 2010 rassegna le sue dimissioni da ministro degli Esteri. Lo stesso presidente non ha escluso di continuare la collaborazione con lui ribadendogli la sua stima.

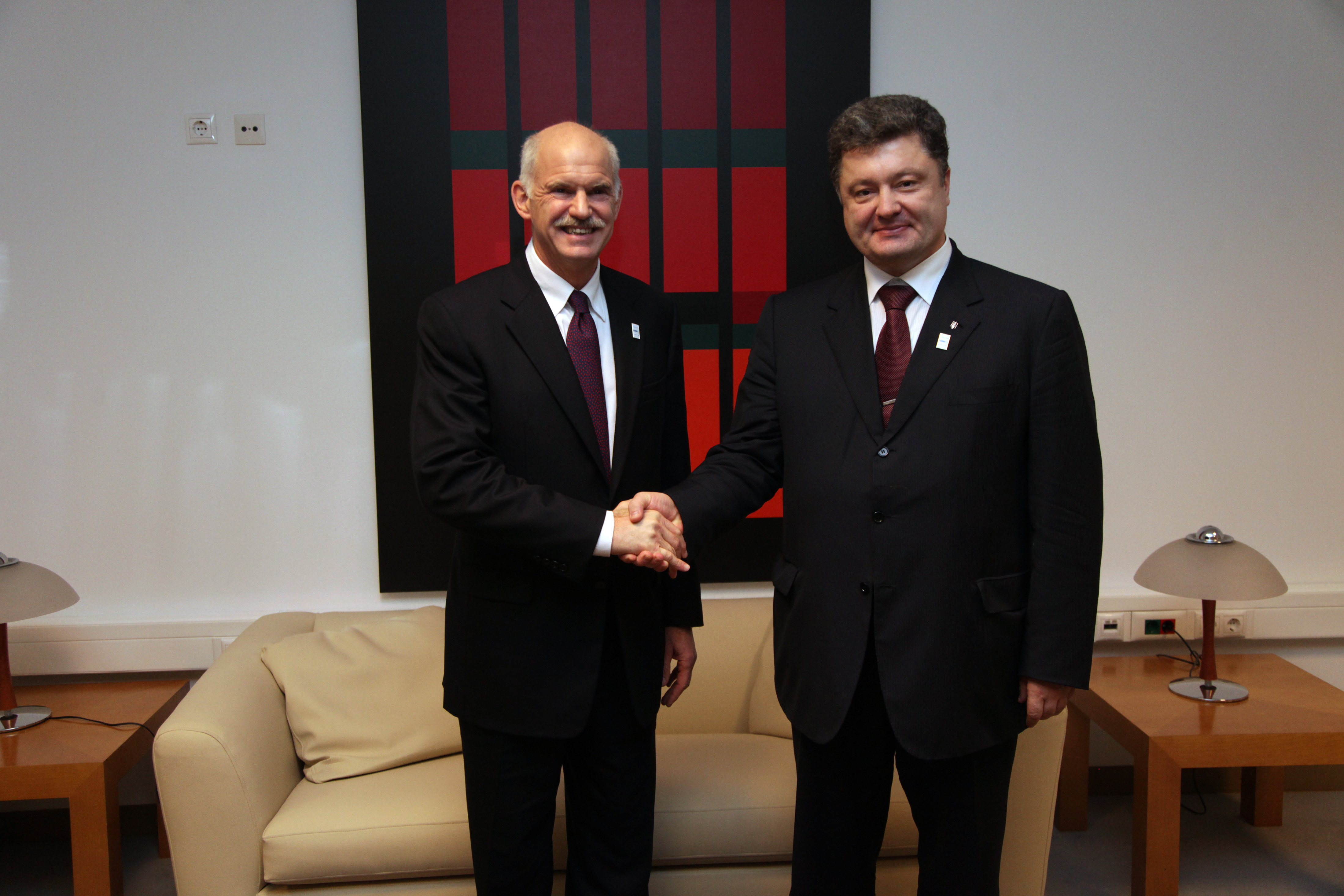
Il ministro degli esteri Petro Porošenko al Senato polacco con l'ex primo ministro greco George Papandreou, dicembre 2009

Tra marzo e dicembre 2012 entra nel governo Azarov del presidente filo-russo Janukovič. Egli stesso ha dichiarato di aver accettato la nomina per contribuire a portare più vicina l'Ucraina all'Europa e ottenere il rilascio dell'ex premier Julija Tymošenko dalla sua prigionia. Lasciato l'incarico viene rieletto con oltre il 70% nel Parlamento ucraino nel 12 distretto di oblast' di Vinnycja come indipendente, decidendo di non iscriversi ad alcun gruppo parlamentare, ma rappresentare soltanto le sue idee. Si iscrive alla Commissione per l'integrazione europea.

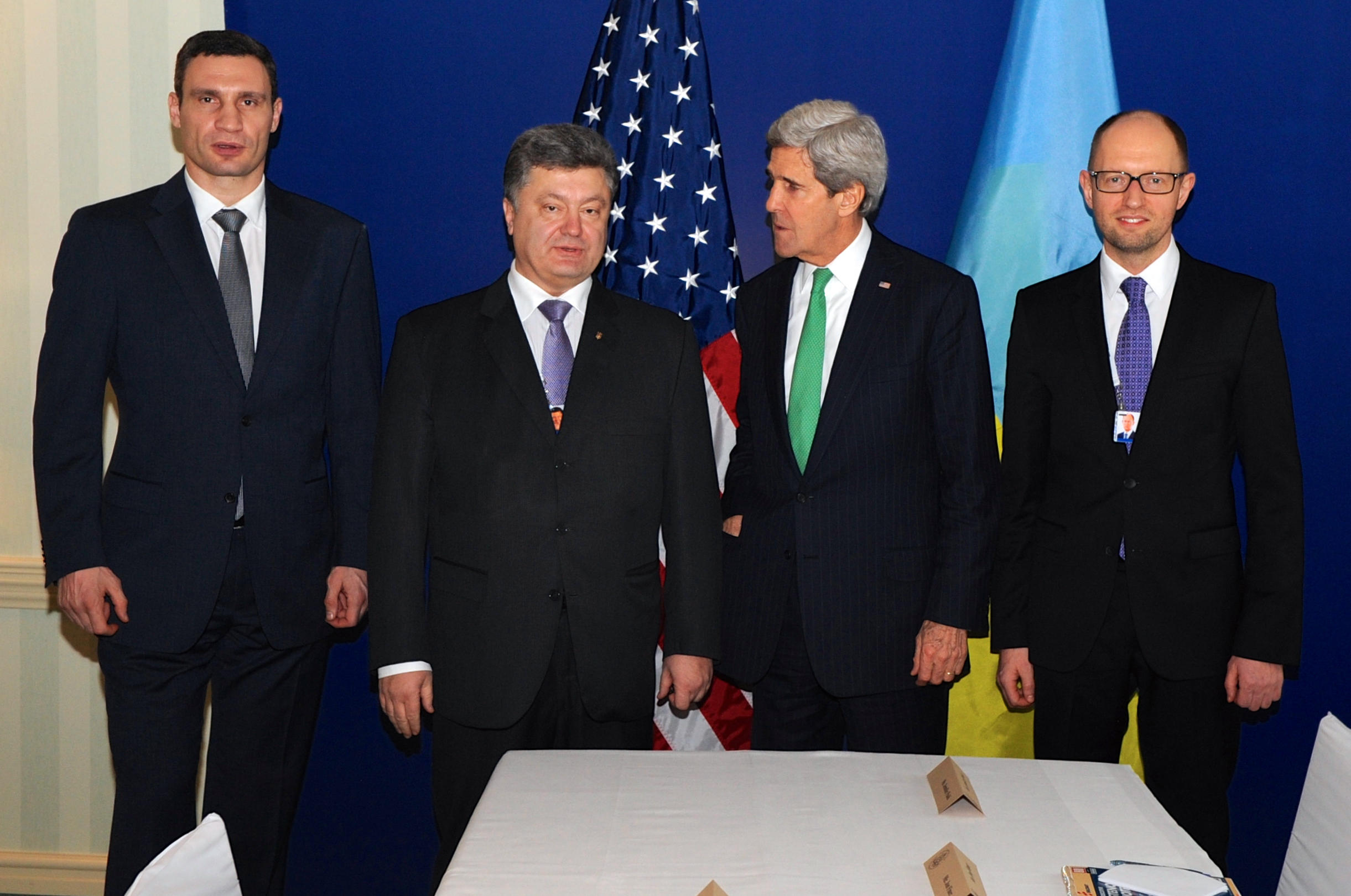
I capi dell'opposizione ucraina Vitalij Klyčko, Porošenko (secondo da sinistra) e Arsenii Yatseniuk (a destra) con il Segretario di Stato degli Stati Uniti John Kerry (secondo da destra) alla Conferenza della Sicurezza di Monaco, 2014

Nel 2013 annuncia di voler candidarsi come sindaco di Kiev nelle amministrative dello stesso anno.
È stato uno dei principali sostenitori, soprattutto economici, della protesta Euromaidan, mentre la parte armata è stata garantita dal movimento nazionalista radicale Pravyj Sektor, che ha portato alla caduta del presidente filo-russo Janukovyč e ad un avvicinamento dell'Ucraina verso l'Unione Europea dal 25 maggio 2014. Rifiuta di entrare nel governo del nuovo primo ministro ad interim, nato dopo la cacciata del presidente, presieduto da uno dei leader delle proteste Arsenij Jacenjuk (vi entrò il collega di partito Volodymyr Hrojsman, sindaco di Vinnycja, nominato vicepremier e ministro per gli Affari regionali), evitando inoltre colloqui tra il presidente Janukovyč e i rappresentanti dei manifestanti per contrattare la soluzione. È stato uno dei pochi politici ucraini ad andare in Crimea per sollecitare un compromesso che evitasse il referendum di annessione alla Russia parlando direttamente nel parlamento di Crimea venendo interrotto dalle proteste.

### Presidente dell'Ucraina
Annuncia la sua candidatura come indipendente alle presidenziali per scegliere il nuovo presidente dopo la deposizione di Janukovyč. Il pugile Vitalij Klyčko, uno dei leader di Euromaidan, rinuncia alla corsa presidenziale per appoggiare Porošenko ricevendo l'appoggio di quest'ultimo alla corsa come sindaco di Kiev. Dato in netto vantaggio da tutti i sondaggi con oltre il 40% il 25 maggio è eletto presidente dell'Ucraina al primo turno con ben il 54,7%, pari a 9.857.308 voti (la principale avversaria l'ex primo ministro e rivale di Porošenko Julija Tymošenko, appena tornata libera dopo anni di prigionia grazie alla protesta, appoggiata da Bat'kivščyna, ha ottenuto solo il 12,81% pari a 2.310.085, riconoscendo la vittoria piena e legittima all'avversario). Il neopresidente ha ottenuto percentuali tra il 52% e il 67% delle regioni occidentali (filo-europee), mentre soltanto il 30-35% nelle regioni orientali (filo-russe), venendo invece le elezioni boicottate in Crimea e nelle autoproclamate repubbliche di Luhans'k e Donec'k. La sua posizione espressa in campagna elettorale è volta ad una politica di dialogo con la Russia nel rispetto della sovranità e integrità dello Stato dell'Ucraina..

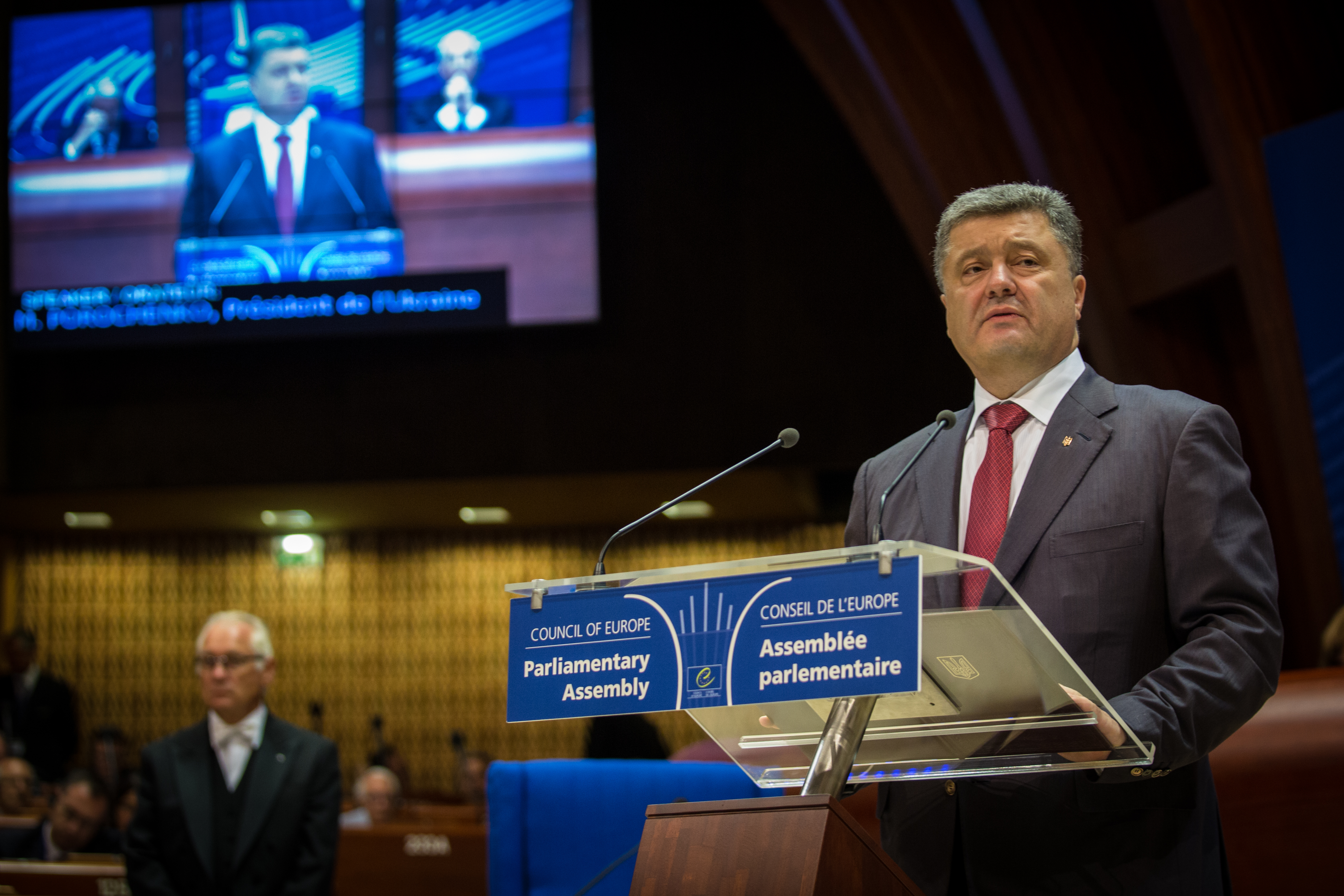
Poroshenko interviene all'assemblea del Consiglio d'Europa a Strasburgo, 26 giugno 2014

Il 27 giugno 2014 il presidente dell'Ucraina Porošenko ha firmato l'accordo di associazione tra UE ed Ucraina (causa dello scoppio di Euromaidan) definendolo "un giorno storico" insieme ai presidenti di Georgia e Moldavia, ribadendo inoltre l'intenzione di Kiev di entrare nella NATO. Il 16 settembre, il Parlamento europeo ha ratificato a stragrande maggioranza con 535 sì, 127 no e 35 astenuti la sottoscrizione che è entrata in vigore dal 1º gennaio 2016.
Il 5 maggio 2015 ha promulgato diverse Leggi sui monumenti commemorativi tra cui la rimozione di tutti i monumenti comunisti entro sei mesi, nonché l'obbligo di rinominare qualsiasi strada o spazio pubblico con un riferimento al comunismo, e punire la promozione delle idee comuniste.
Le leggi non fanno distinzione tra il regime nazista e quello sovietico e includono una condanna dei loro simboli e della loro propaganda. Esse prevedono anche il riconoscimento da parte del paese di chiunque abbia combattuto per l'indipendenza dell'Ucraina durante il XX secolo, compresa l'Organizzazione dei Nazionalisti Ucraini (OUN) e l'Esercito Insurrezionale Ucraino (UPA), che ha preso parte allo sterminio degli ebrei in Ucraina e ha massacrato decine di migliaia di polacchi durante la seconda guerra mondiale. Entrambe le organizzazioni sono ora onorate con un tributo nazionale il 14 ottobre.
Nel 2015, con quasi tutte le posizioni di responsabilità detenute dai suoi sostenitori, le sue azioni sono state ampiamente contestate e il suo indice di popolarità è sceso sotto il 20%. Negli ultimi due anni del suo mandato, l'Istituto Gallup riferisce che l'Ucraina ha la più bassa fiducia nel suo governo al mondo. La sua fortuna è aumentata di 400 milioni di dollari tra il 2012 e il 2020, mentre il paese sprofondava nella crisi economica.
Il 15 maggio 2019 Porošenko, nell'ultima settimana della sua presidenza, ha firmato la legge n° 5670-d "Sulla disposizione del funzionamento della lingua ucraina come lingua di Stato". Questo provvedimento ha sancito un ulteriore cambio di direzione nelle politiche linguistiche vigenti in Ucraina rispetto a quanto era stato portato avanti dall'ex presidente Viktor Janukovyč con la legge del 2012 "Sui principi della politica linguistica di Stato", la quale aveva introdotto il concetto di lingua regionale per le regioni o città dove una minoranza superiore al 10% dei residenti parlasse una lingua diversa dall’ucraino, e disponeva che in questi territori la lingua regionale godesse di status pari all’ucraino e potesse essere utilizzata come lingua veicolare nelle scuole e negli organi amministrativi locali. La legge firmata da Porošenko prevede invece:
- l'elevazione dell’ucraino a unica lingua ammessa nella sfera pubblica, nonché a simbolo dello Stato;
- l'obbligo per ogni cittadino di conoscere la lingua ucraina;
- l'obbligatorietà dell'insegnamento della lingua ucraina a partire dal 2023 come lingua veicolare per tutte le scuole a partire dal primo anno della scuola secondaria, mantenendo l'ammissibilità dell'insegnamento delle lingue minoritarie negli asili e per i quattro anni della scuola primaria, nonché come disciplina all’interno dei percorsi scolastici;
- il dovere per radio e televisioni di trasmettere non meno del 90% dei contenuti in lingua ucraina nell’intervallo tra le 19:00 e le 22:00;
- l'obbligo per i siti web con dominio .ua di riportare la versione ucraina come prima pagina di interfaccia;
- l'obbligo per programmi e software venduti nel paese di essere in lingua ucraina, inglese o altra lingua ufficiale dell’UE;
- una quota del 90% dei film proiettati cinema con dialoghi in lingua ucraina;
- l’obbligo di parlare in lingua ucraina durante le sedute, gli eventi e gli incontri per il Presidente, il Primo Ministro, i membri del governo, i deputati, gli educatori, gli operatori sanitari, gli avvocati e i notai;
- l’introduzione di un esame per i funzionari per verificarne la conoscenza della lingua ucraina;
- la punibilità per legge della pubblica umiliazione o del disprezzo per la lingua ucraina, equiparati alla profanazione dei simboli nazionali;
- la responsabilità per chi impedirà o limiterà l’uso della lingua ucraina;
- la non applicabilità della legge alla sfera della comunicazione privata e durante la celebrazione di funzioni religiose;
- multe per la violazione delle regole presentate.[18][19][20]

### Dopo la presidenza
Nel maggio del 2022 ha dichiarato in un'intervista al Financial Times che gli accordi di Minsk sono stati un successo in quanto avevano mantenuto i russi oltre i confini dell'Ucraina congelando il conflitto ma concedendo del tempo al paese per ripristinare l’economia e creare delle potenti forze armate.
In un’intervista al Corriere della Sera del giugno del 2023 racconta di aver speso di tasca sua 70 milioni di dollari per fronteggiare l’avanzata russa con l’acquisto di camion, generatori, elmetti, mitragliatrici pesanti, robot blindati per recuperare i feriti e i corazzati Iveco.

## Vita privata

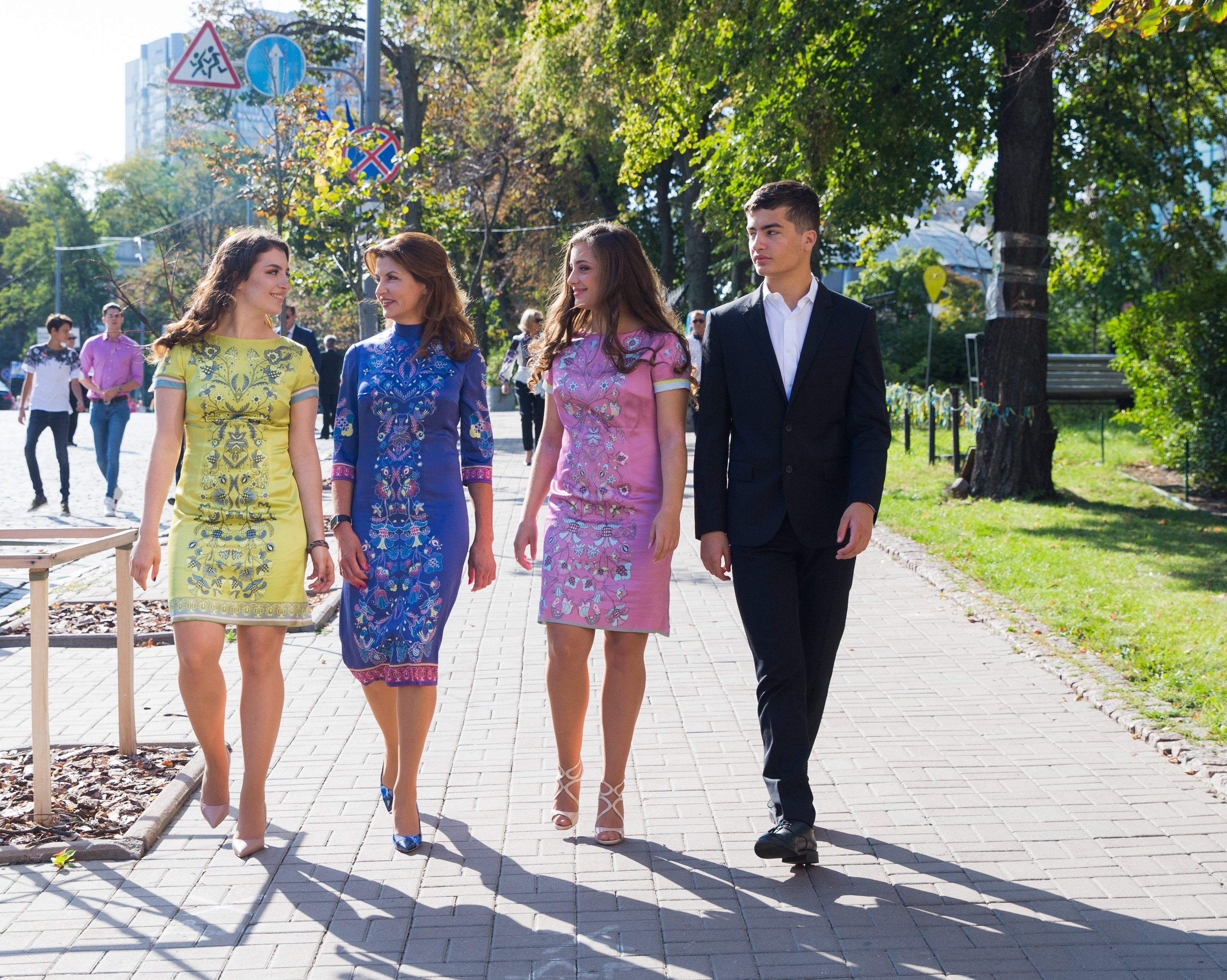
Maryna Porošenko (in blu) con alcuni suoi figli nel 27º anniversario del Giorno dell'indipendenza dell'Ucraina, 24 agosto 2018

Porošenko è sposato dal 1984 con la dottoressa e attivista europeista Maryna Porošenko (nata Perevedenceva). La coppia ha quattro figli: Oleksij Porošenko (nato nel 1985), le gemelle Yevheniia e Oleksandra (nate nel 2000) e Mykhailo (nato nel 2001). Olesksij è stato eletto nel 2014 deputato dell'Ucraina.
Maryna Porošenko è una cardiologa che non prende parte alla vita pubblica, con l'eccezione della sua partecipazione alle attività della "Petro Poroshenko Charity Foundation". Porošenko è diventato nonno il giorno della sua inaugurazione presidenziale il 7 giugno 2014.

## Aspetti controversi
Nel novembre 2014, durante un discorso pubblico, Poroshenko ha parlato del conflitto nel Donbass affermando: "I nostri figli andranno a scuola e nei parchi giochi. I loro [riferendosi ai figli dei filorussi dell'Ucraina] si dovranno rintanare nei seminterrati… così vinceremo questa guerra." Questo breve estratto è stato utilizzato dalla propaganda russa per diffondere l'idea che il governo ucraino volesse martoriare le popolazioni russofone del Donbass. Ascoltanto il discorso completo, secondo il sito "Stop Fake Org" dell'Università di Kiev, Poroshenko non dice che l'Ucraina metterà sotto pressione gli abitanti del Donbass, ma che l'occupazione del Donbass da parte di militanti filo-russi fa soffrire la gente del posto, che deve vivere senza pensione e nascondersi nelle cantine.

## Onorificenze

### Onorificenze ucraine
In veste di Presidente dell'Ucraina è stato dal 7 giugno 2014 al 20 maggio 2019
Personalmente è stato insignito dei seguenti titoli di: